# Iacopo Vittorelli
Iacopo Vittorelli (Bassano del Grappa, 10 novembre 1749 – Bassano del Grappa, 12 giugno 1835) è stato un poeta, librettista e letterato italiano.

## Biografia

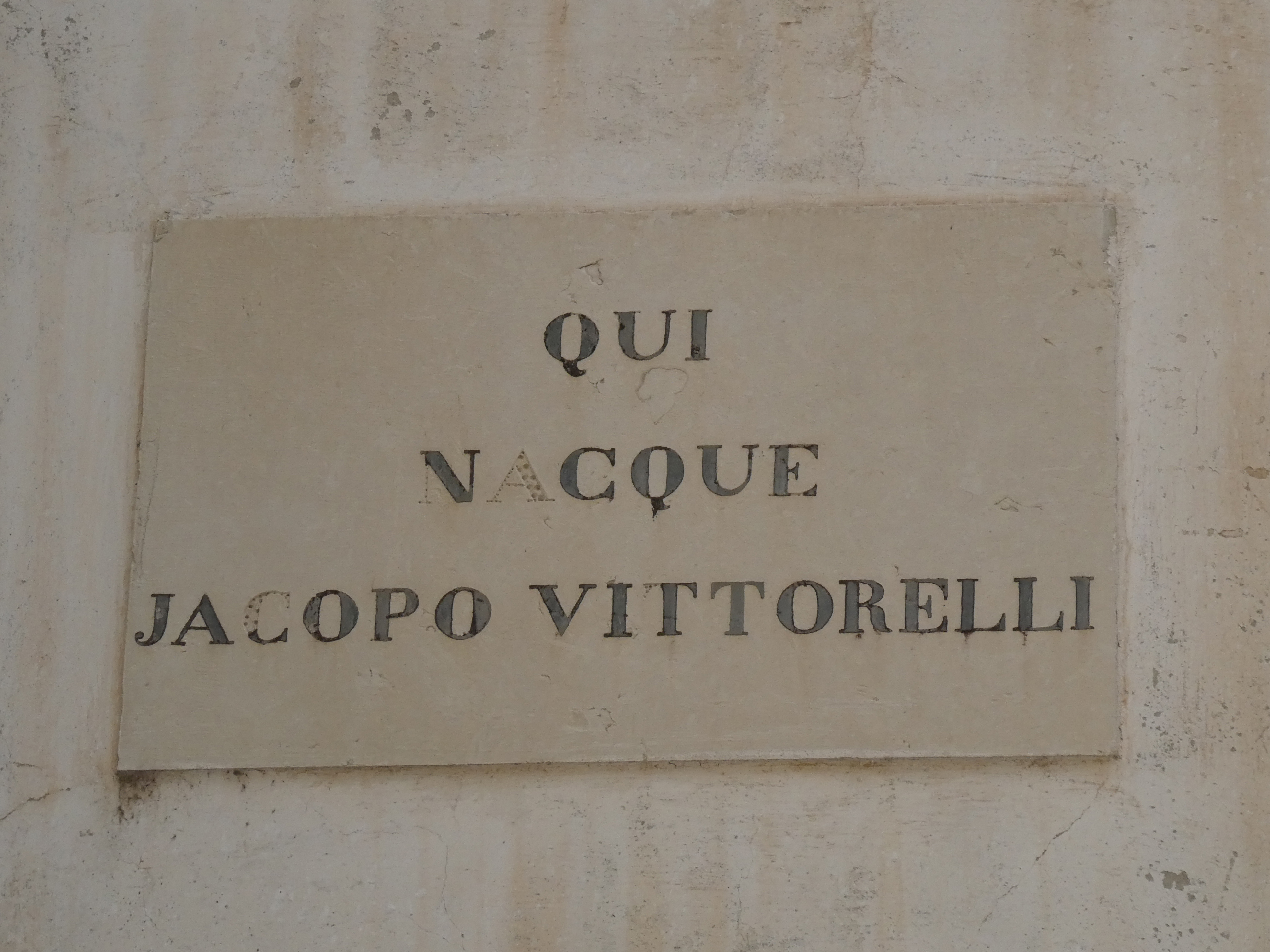
Targa sulla casa natale a Bassano del Grappa

Fu un poeta arcade, celebre per le Anacreontiche ad Irene (1784), con un verseggiare molto musicale che ha ispirato molti compositori del settecento e dell'ottocento.
Guarda che bianca luna fu messa in musica, tra gli altri, da Franz Schubert e Vincenzo Bellini. E la sua lirica più famosa, Non t'accostare all'urna, fu musicata da Franz Schubert e Giuseppe Verdi, quest'ultimo riprendendo il tema di un'arietta popolare veneta. Ne esiste anche una versione attribuita a Vincenzo Bellini.
Come traduttore si segnala una versione in ottave della Batracomiomachia il testo attribuito ad Omero, che poi ispirò a Giacomo Leopardi i celebri Paralipomeni della Batracomiomachia.
Il Vittorelli fu autore anche di poemetti moralistici, disprezzati dalla critica (Il tupé e Lo specchio).